# Antonio Chainho

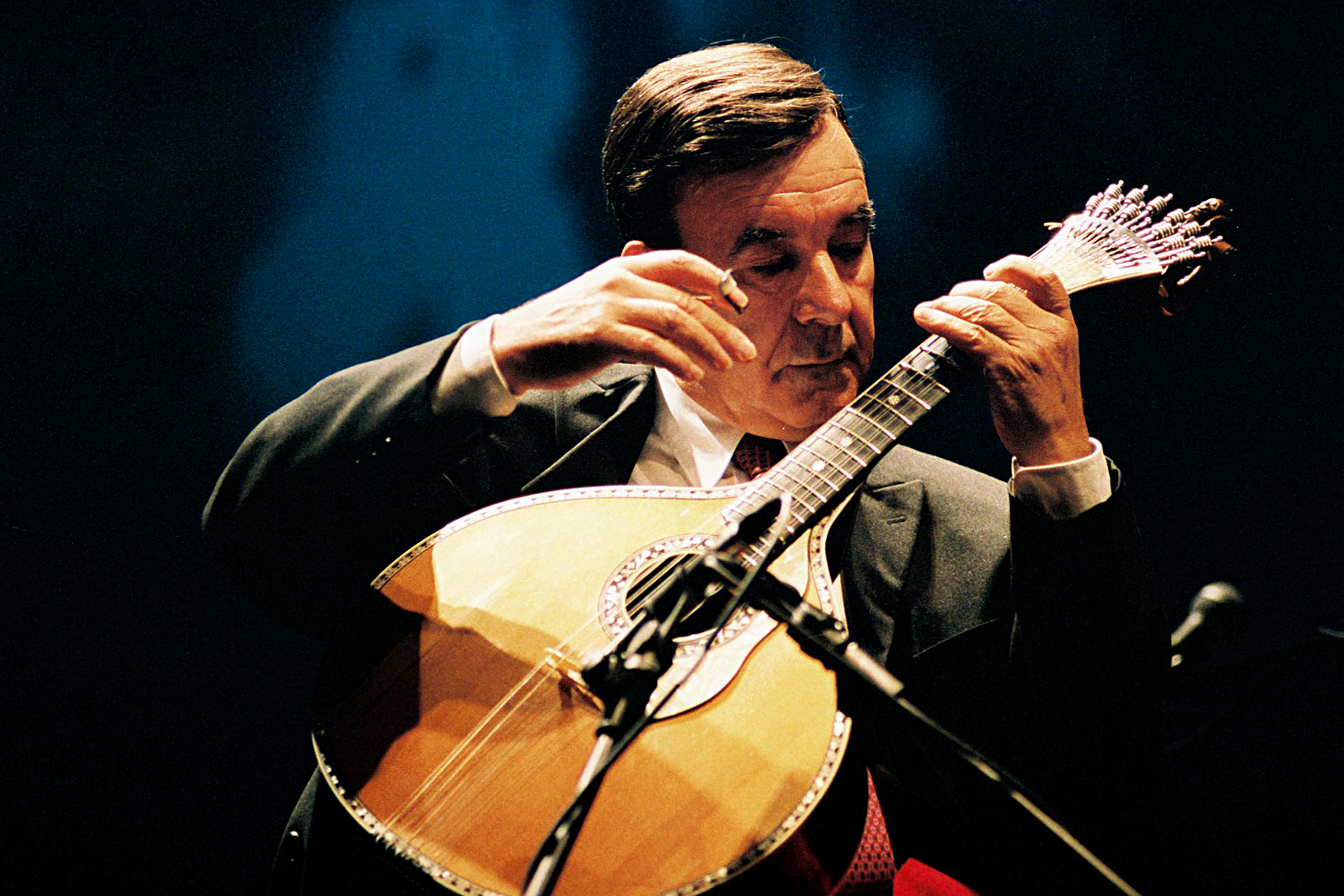
Antonio Chainho

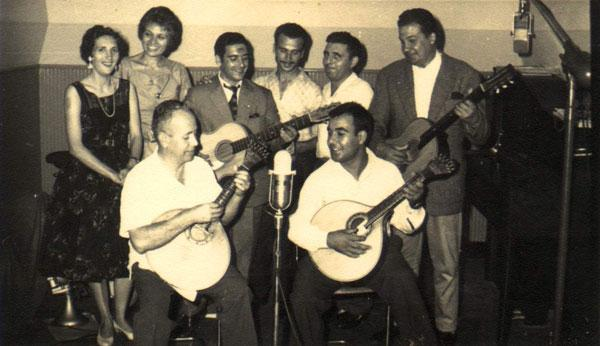
En 1962

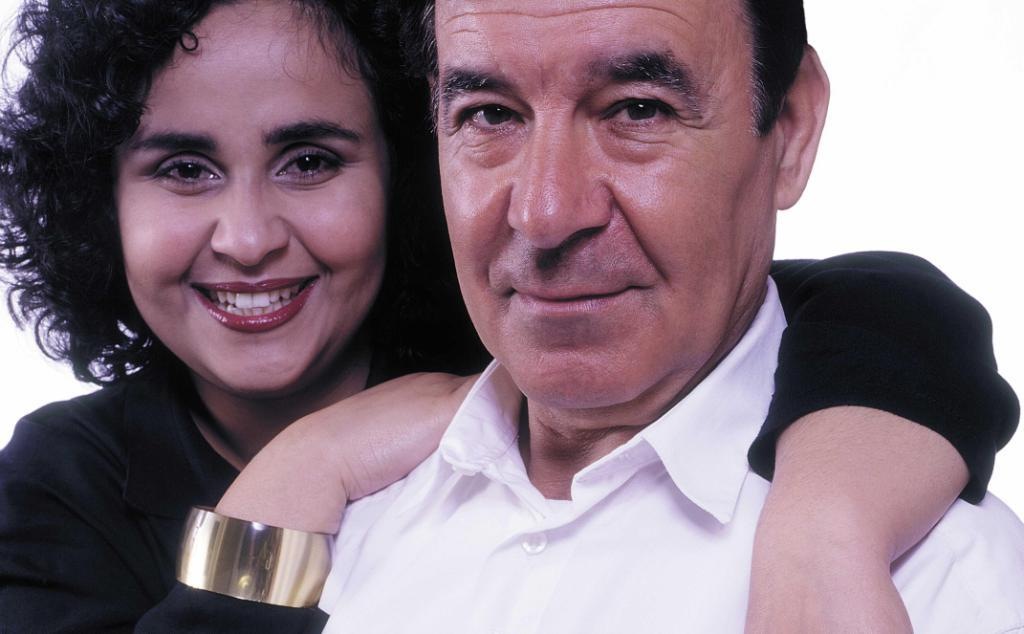
Con Marta Dias

António Dâmaso Chainho más conocido como António Chainho (São Francisco da Serra, municipio de Santiago do Cacém, Baixo Alentejo, 1938) es un guitarrista y compositor portugués reconocido internacionalmente y considerado embajador de la guitarra portuguesa.

## Discografía
- Guitarra Portuguesa, 1980
- The London Philharmonic Orchestra, 1995
- A Guitarra e Outras Mulheres, 1998
- Lisboa-Rio, 2000
- António Chainho e Marta Dias ao Vivo no CCB, 2003
- LisGoa, 2010
- Entre Amigos, 2012
- Cumplicidades, 2015

## DVD
- António Chainho e Marta Dias ao Vivo no CCB (espectáculo editado para DVD)

### Antologías
- Biografia da Guitarra
- Compilação Red-Hot-Lisbon - ONDA SONORA)

### Participación en discos de otros artistas
- José Cid (Camarada) (1971)
- Carlos do Carmo (Um homem da cidade) (1977)
- José Afonso (Fura Fura) (1979)
- Rão Kyao (Fado Bailado) (1983)
- António Pinto Basto (Minha Maria)
- Adriana Calcanhotto - (Adriana Partimpim, en el tema Formiga Bossa Nova) (2004)
- Blasted Mechanism (Sound in Light, en el tema We) (2007)

### Acompañamiento de artistas internacionales
- Gal Costa (Brasil)
- Fafá de Belém (Brasil)
- María Dolores Pradera (España)
- Saki Kubota (Japón)

## Cine
- Como actor: Sem Sombra de Pecado (1983) - del realizador José Fonseca e Costa
- Como compositor: Fados na Mansão - del realizador Bento Pinto da França